# Плехов, Николай Дмитриевич
Николай Дмитриевич Плехов (1902, Алчевск — 1969, Киев) — советский архитектор, профессор, член-корреспондент Академии строительства и архитектуры УССР.

## Биография
Родился 1 мая 1902 года в Алчевске.
В 15 лет пошёл добровольцем в Красную Армию в батальон, которым командовал Пархоменко.
Закончив инженерно-строительный факультет Харьковского технологического института, работал в ряде организаций Харькова; с 1930 по 1934 годы — во Всеукраинском научно-исследовательском институте сооружений; с 1934 года — в Харьковском инженерно-строительном институте, был деканом архитектурного факультета. В 1943—1944 годах занимался проектированием и строительством мостов через Днепр и Тису.
В 1944 году переехал в Киев, где в 1948 году стал ректором Киевского инженерно-строительного института (КИСИ), одновременно руководил кафедрой архитектурных конструкций. В 1953 году защитил кандидатскую диссертацию. В 1954 году его перевели в Совет Министров УССР и назначили руководителем Управления по делам архитектуры, при этом Плехов не оставляет КИСИ; продолжал работать над созданием объёмно-блочного жилого строительства. Когда в сентябре 1951 года архитектор Иосиф Каракис был безосновательно обвинён в космополитизме и вследствие сфальсифицированного обвинения уволен, Николай Плехов даже не удостоил И. Каракиса, который у него работал пару десятков лет, своим временем и передал записку об увольнении в связи с «уменьшением нагрузки» через бухгалтера.
С 1957 года Плехов был назначен директором Научно-исследовательского института строительных конструкций (НИИБК). В 1958 году он стал членом-корреспондентом Академии строительства и архитектуры УССР; в 1966 году получил звание профессора.
Умер 9 января 1969 года. Похоронен в Киеве на городском кладбище «Берковцы» (участок № 31).

## Проекты
- Пятиэтажный жилой дом на 80 квартир (1960 г.) Нивки, Киев.

## Книги
- Н. Д. Плехов. Строительство и архитектура за рубежом. Выпуск I. — 1956.
- Н. Д. Плехов. Жилые дома из блок-комнат. — 1965.